# Rudolf Ahrons
Rudolf Ahrons (Porto Alegre, 1869 - Porto Alegre, 6 de junio de 1947) fue un ingeniero constructor brasileño. Es considerado uno de los más importantes de la primera mitad del siglo XX en Porto Alegre, Brasil.

## Biografía

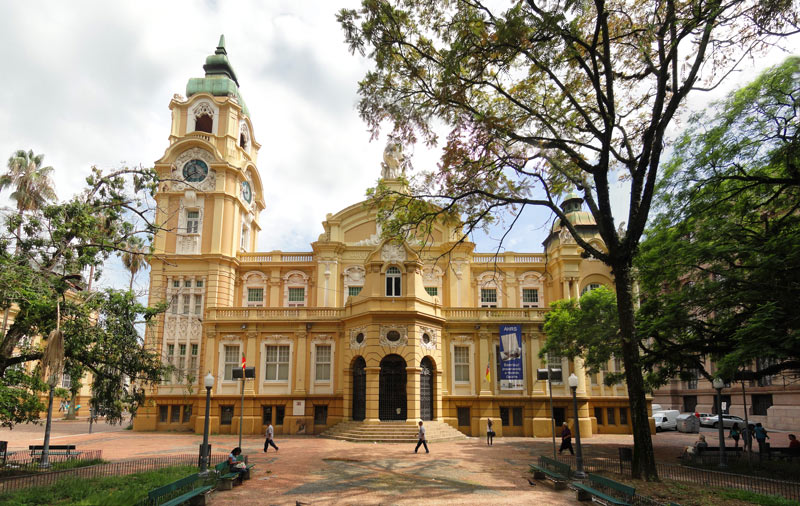
Fachada principal del antiguo edificio de Correos y Telégrafos

Hizo los estudios preparatorios en el Instituto Brasileiro, bajo la dirección de Apolinário Porto Alegre. También se graduó en agrimensura en la Escuela Militar en 1887 trabajando en este campo durante dos años. Después viajó a Berlín, donde estudió ingeniería civil en la Escuela Politécnica, graduándose en 1895. De regreso a la capital de Río Grande del Sur, fundó una empresa de construcción, ingeniería y arquitectura, que sería responsable de una revolución en el paisaje de la ciudad.
Al principio, construyó pocos edificios hasta 1908. De 1908 a 1915, construyó decenas de edificios, período en el que también trabajó en otras empresas, como Serraria Garibaldi, Cia Aliança do Sul y el vertedero del muelle del puerto. Entre sus proyectos más notables figuran los edificios del Banco Pelotense (más tarde Banco Iochpe, y hoy sucursal de BANRISUL), el ayuntamiento de Cruz Alta, el Palacete Chaves la Policía Fiscal, el edificio de Correos y Telégrafos, el Banco Nacional do Comércio en Cachoeira do Sul, la Facultad de Medicina y la Facultad de Direito en la UFRGS.
También fue responsable del diseño del puerto de Porto Alegre y su correspondiente terraplén marítimo, desde la rúa Sete de Setembro hasta la Avenida Mauá. En su despacho trabajaron los arquitectos Theodor Wiederspahn y Hermann Otto Menschen. Debido a la crisis económica y al estallido de la Primera Guerra Mundial, Ahrons cerró su oficina de ingeniería a finales de 1915. A continuación se convirtió en presidente de la Compañía de Seguros Southern Alliance.
Enseñó Construcción Civil e Hidráulica en la Facultad de Ingeniería durante 14 años. También fue autor de un importante estudio sobre el potencial hidráulico del río Yacuí y director técnico de VARIG.